# Hrvatski ovcar
För andra betydelser, se Ovtjarka.
Hrvatski ovcar (kroatisk herdehund) är en hundras från Kroatien. Traditionellt är den en både vallande och vaktande herdehund. Den anses tämligen skarp med stark vaktinstinkt. Vissa föds med naturlig stubbsvans. Den anses besläktad med ungerska vall- och herdehundar och påminner tydligt om en mudi.